# Cryptotis tropicalis
La musaraña de orejas pequeñas tropical (Cryptotis tropicalis) es una especie de musaraña de la familia Soricidae, nativa del norte de América central y el sur de México.

## Distribución
Su área de distribución incluye las tierras altas en el sureste de Chiapas, México, y el altiplano de Guatemala y Belice.